# شریف سوکی
شریف سوکی (انگلیسی: Charif Souki؛ زادهٔ ۱۹۵۳) کارآفرین مصری آمریکایی است، که در سال ۱۹۹۶ شرکت چنیر انرژی را تأسیس شد.